# Sista man på skansen (sång)
Sista man på skansen är en sång med text av Valdemar Dalquist och musik av signaturen Fred Winter (Sten Njurling). Sången förekom första gången i revyn Sol ute – sol inne på Folkan i Stockholm 1928 där den sjöngs av Dahlquist. Sången var återkommande på repertoaren vid Egon Kjerrmans allsångsprogram på Skansen i Stockholm.